# رالي مونت كارلو 2007
رالي مونت كارلو 2007 هو سباق رالي أقيم في الفترة من 18 إلى 21 يناير 2007 في دروم، فرنسا. تكون الرالي من 15 مرحلة. فاز به سيباستيان لوب.